# Robert Adlard
Robert Adlard (Winchcombe, 15 de noviembre de 1915 – Winchcombe, 22 de octubre de 2008) fue un jugador de hockey sobre hierba británico, que compitió durante la década de los 40. 
Hussain ganó la medalla de plata por India en los Juegos Olímpicos de Londres 1948. Fue uno de los primeros deportistas en ganar dos medallas con dos países diferentes.